# Candelária-Massaker

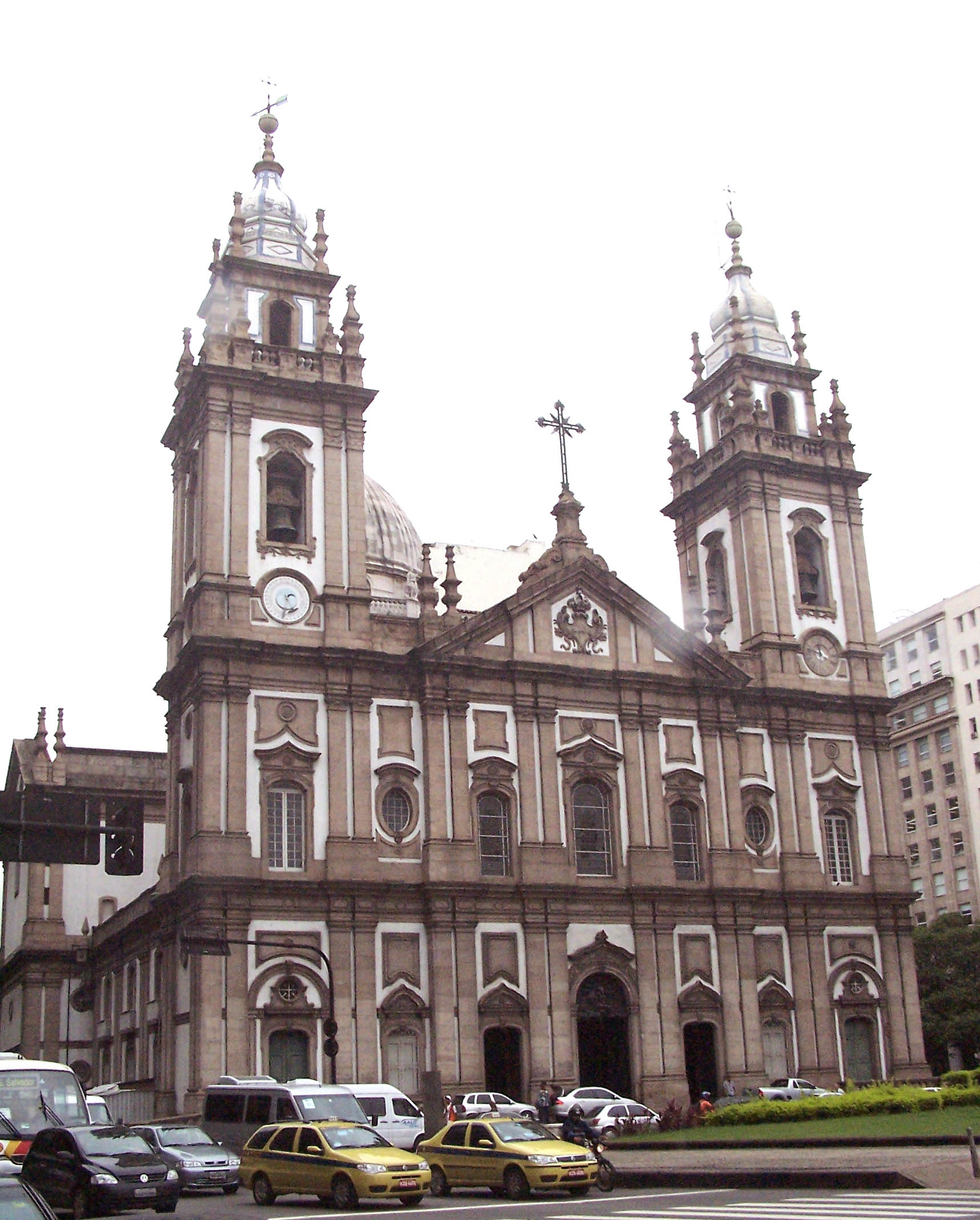
Candelária-Kirche in Rio de Janeiro

Das Candelária-Massaker (portugiesisch Chacina da Candelária) war ein Massenmord, der sich am 23. Juli 1993 an der Candelária-Kirche (Igreja de Nossa Senhora da Candelária) in der Innenstadt von Rio de Janeiro ereignete und später ein großes Medienecho hervorrief. In dieser Nacht wurden acht Obdachlose, darunter sechs Minderjährige, von einem Kommando einer Todesschwadron getötet. Die Täter wurden später als Polizeibeamte der brasilianischen Militärpolizei (Polícia Militar do Estado do Rio de Janeiro) identifiziert, die auch später vor Gericht gestellt wurden. Verurteilt wurden jedoch nur zwei Personen.

## Hintergrund

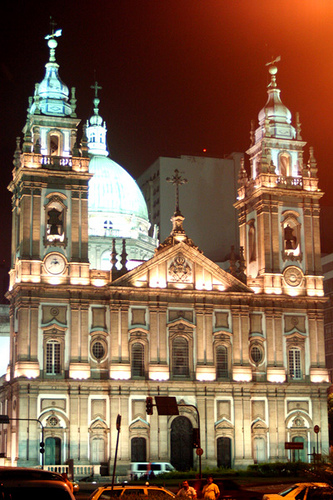
Candelária-Kirche in Rio de Janeiro bei Nacht

Die Candelária-Kirche mit dem umgebenden Praça da Candelária und der Avenida Rio Branco boten lange Zeit nächtlichen Unterschlupf für hunderte von Obdachlosen. Tagsüber erhielten die Obdachlosen, die Mehrheit von ihnen Straßenkinder, von den Bediensteten der Kirche Schutz, Nahrung und religiösen Beistand. Nachts übernahm die Polizei verstärkt die Überwachung der Umgebung, da sich hier häufig Raubzüge auf Geschäfte und Passanten ereigneten. Viele Straßenkinder bestritten ihren Lebensunterhalt durch Drogenhandel und minderjährige Prostitution. Anfang der 1990er Jahre entwickelte sich die Gegend aufgrund der hohen Dichte von Randständigen zu einem Hotspot der Straßenkriminalität wie Raub und Taschendiebstahl.
Die Motivlage ist bis heute nicht klar. Möglicherweise war es eine Racheaktion der Polizei um Konkurrenz auf dem regionalen Drogenmarkt. Die hochkorrupte Polizei von Rio de Janeiro war bekanntermaßen in diverse Rauschgiftgeschäfte mit involviert.

## Massaker
Gemäß der Zeugenaussagen von Überlebenden ging dem Massaker ein Vorfall am 22. Juli 1993 voraus. So soll ein Polizeiwagen von Straßenkindern mit Steinen beworfen worden sein, nachdem klebstoffschnüffelnde Kinder von den Beamten verhört worden waren. Die betroffenen Streifenpolizisten hätten sie danach mit den Worten „Keine Sorge, wir kriegen Euch bald!“ bedroht. Unter normalen Umständen wäre es bei dieser Androhung von Gewalt geblieben, so dass niemand dieser Aussage größere Beachtung schenkte. Gegen Mitternacht hielten ein Taxi und ein Chevrolet Chevette mit abgeklebten Nummernschildern vor der Kirche, eine Gruppe von fünf Personen stieg aus und eröffnete das Feuer wahllos auf eine Gruppe von circa 70 schlafenden Straßenkindern. Später wurde berichtet, dass auch auf flüchtende Personen geschossen wurde.
Es stellte sich heraus, dass an der Candelária-Kirche sechs Kinder erschossen wurden und im Laufe der Verfolgungsjagden drei in der Nähe des Museums für Moderne Kunst (Museu de Arte Moderna do Rio de Janeiro), von denen eines überlebte.
Es gelang einem der Kinder, Ivone Bezerra de Mello telefonisch zu benachrichtigen, dass an der Candelária gerade eine Bluttat stattfand. Daraufhin eilte de Mello zum Tatort und wurde Zeugin, wie die Getöteten abtransportiert wurden. Sie verblieb ohne Polizeischutz bis zum Morgengrauen bei den völlig verängstigten Kindern, bis bei Tageslicht Berufstätige die Szenerie betraten und das gesamte Ausmaß des Massakers sichtbar wurde.

## Liste der Opfer

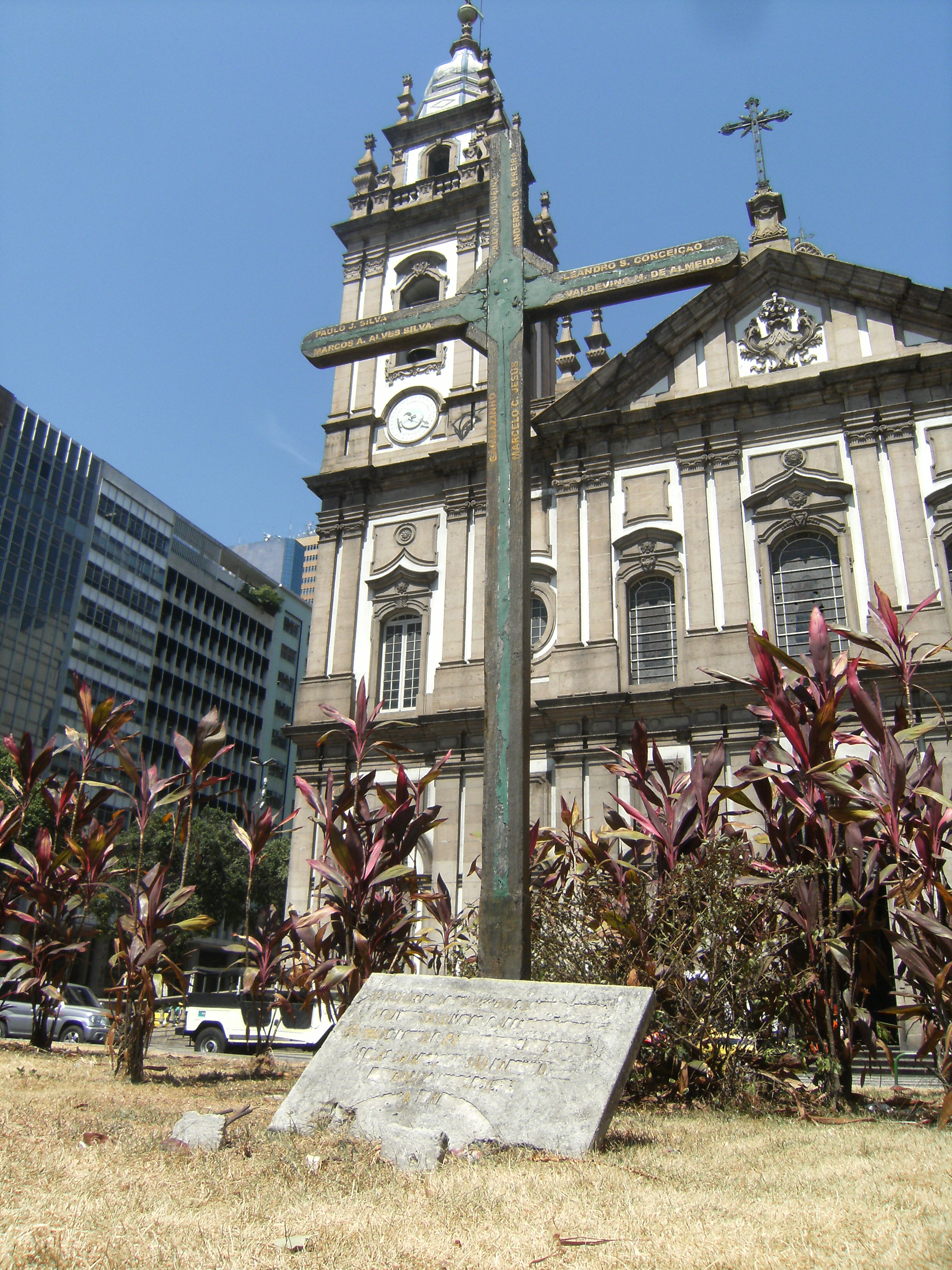
Gedenkstein an der Candelária-Kirche

- † Paulo Roberto de Oliveira (11 Jahre)
- † Anderson de Oliveira Pereira (13)
- † Marcelo Cândido de Jesus (14)
- † Valdevino Miguel de Almeida (14)
- † „Gambazinho“ (17)
- † Leandro Santos da Conceição (17)
- † Paulo José da Silva (18)
- † Marcos Antônio Alves da Silva (20)[2]

## Folgen
Infolge des Massakers vor der Candelária-Kirche wurden sechs Kinder und zwei junge Erwachsene getötet und zahlreiche andere verwundet. Während der Ermittlungen wurde festgestellt, dass die Schüsse von Polizisten abgefeuert wurden.
Sie gehörten dem 5º Batalhão da Polícia Militar do Rio (5º BPM) an, welches bereits weitere Gewalttaten begangen haben sollte.
Im Laufe der Ermittlungen wurden insgesamt 50 Beamte der Mittäterschaft des Massakers beschuldigt. Einer von ihnen, Maurício da Conceição, starb während einer Schießerei, als er 1994 verhaftet werden sollte. Zwei weitere Personen, Marcos Emmanuel und Nelson Cunha, wurden aufgrund belastender Beweise zu lebenslangen Haftstrafen verurteilt. Wagner dos Santos, eines der damaligen Kinder, welches diesen Angriff mit schweren Schussverletzungen im Gesicht überlebt hatte und eine Phantomzeichnung eines der Täter anfertigen konnte, wurde angeblich mehrmals angeschossen, noch bevor er als Kronzeuge gegen die beteiligten Polizisten aussagen konnte, die vor Gericht gestellt werden sollten, und floh schließlich aus Brasilien in die Schweiz, um sein Leben zu retten.
Andere Quellen nennen Marcus Vinicius Emmanuel Borges, Nelson Oliveira dos Santos und Marco Aurélio Dias de Alcântara für lebenslängliche Haftstrafen, die jedoch vorzeitig entlassen wurden.
Nach dem Massaker gingen 10.000 Bürger der Stadt Rio de Janeiro demonstrierend auf die Straße, um gegen die zügellose Gewalt zu protestieren. Auf der Beerdigung, an der auch viele, aus Angst vor Repressalien der Polizei mit Decken verhüllte, Straßenkinder teilnahmen, kam es zu tumultartigen Ausschreitungen.
Am 14. September 1993 setzten sich Michael Jackson und seine Schwester Janet Jackson öffentlich für die Bestrafung der Täter ein. Der Popstar sagte seinen Dangerous-World-Tour-Auftritt im Maracanã-Stadion im Oktober 1993 ab, da er es nicht mit seinem Gewissen vereinbaren konnte, in einer Stadt aufzutreten, in der schwarze Kinder abgeschlachtet werden.
Die Internationale Gemeinschaft und Amnesty International verurteilten den Massenmord aufs Schärfste, und viele Journalisten und Menschenrechtler in Brasilien forderten die strafrechtliche Verfolgung weiterer Polizisten, die sich für eine Beteiligung am Candelária-Massaker verdächtig gemacht hatten.
Andererseits wird auch die Meinung vertreten, dass die ausufernde Polizeigewalt, eine Reaktion auf die unkontrollierte Gesetzlosigkeit und Gewaltverbrechen in Rio de Janeiro gewesen wäre. Auch wurde das Candelária-Massaker in der Öffentlichkeit von einigen als Versuch, Law and Order wiederherzustellen, befürwortet. Nach brasilianischem Recht gelten minderjährige Personen, die an einem Tötungsdelikt beteiligt sind, als strafunmündig. Drogenkartelle bedienen sich dieser Tatsache und haben zahlreiche minderjährige und strafunmündige Auftragskiller in ihren Reihen.
Im gleichen Jahr 1993 ereignete sich ein weiteres Massaker in der Favela Vigário Geral, wo 21 Personen durch ein als Polizeikommando getarntes Todesschwadron getötet wurden. Von den 52 Beschuldigten wurden lediglich sieben verurteilt und davon die meisten bereits wieder vorzeitig entlassen.
Auf den Straßen Rio de Janeiros wurden überproportional viele Minderjährige Opfer von Gewaltverbrechen durch rivalisierende Drogengangs oder Todesschwadronen. Auftragskiller, die sogenannten Justiceiros, sind häufig Polizisten oder Ex-Polizisten, die am Ende straffrei ausgehen.

## Rolle der Todesschwadron in Rio de Janeiro
Das Candelária Massaker von 1993 geht möglicherweise auf die Tradition der Todesschwadronen (Esquadrão da Morte (port.)) zurück, die als paramilitärische Organisation in den 1960er Jahren als Erbe der Militärdiktatur entstanden. Bekannte Gruppierungen waren die 12 Homens de Ouro da Polícia Carioca oder die Scuderie Le Cocq, die im Untergrund durch verdeckte Exekutionen einen Ordnungsstaat nach dem Grundsatz bandido bom é bandido morto durchsetzten. Die Todesschwadron wurde häufig von Anwohnern oder Geschäftsleuten bezahlt, die unter der überbordenden Kriminalität zu leiden hatten, um soziale Säuberungen durchzuführen. Zu den Opfern gehörten hauptsächlich Taschendiebe, Obdachlose, Straßenkinder, Drogenhändler, Transvestiten, Prostituierte und andere gesellschaftlich diskriminierte Gruppen. Im Jahr 1991 hatte es bereits ähnliche Massenmorde gegeben. In der Favela „Nova Jerusalem“ brachten Todesschwadronen sieben Kinder um.
„Es werden nur arme Kinder getötet. Reiche Kinder schlafen nicht auf der Straße.“
Normalerweise ereigneten sich die Säuberungsaktionen im Verborgenen oder in den Slums der Favelas, nicht aber im Bankenviertel oder in touristischen Gegenden. Dabei begünstigte die geringe Besoldung der Polizei ein Zweiteinkommen als Auftragskiller.
Der brasilianischen Polizei und den Streitkräften wurde wiederholt vorgeworfen, mit übertriebener Härte vorzugehen. „Polizeieinsätze mit einer hohen Opferzahl und exzessiver Gewaltanwendung, einschließlich des unnötigen Einsatzes tödlicher Gewalt, gefährden die Menschenrechte aller, einschließlich der Polizisten selbst.“

## Medienrezeption
Dieser Vorfall wurde 2015 vom Internetportal Brasil Online (BOL) und dem Magazin Superinteressante als Verbrechen geführt, die Brasilien schockiert haben. Die Opfer waren ausnahmslos arm, obdachlos und farbig. Ivone Bezerra de Mello, Gründerin des Streetworkerprojektes Uerê, sagte dazu aus: „Für diese Gesellschaft zählen die Armen und Schwarzen nicht.“

„The repercussions of this inhumane approach are felt to this day. Instead of guiding the police to protect and preserve life, the state has reinforced the notion that the police's role is to kill. Die Auswirkungen dieses unmenschlichen Ansatzes sind bis heute zu spüren. Anstatt die Polizei zum Schutz und zur Erhaltung des Lebens anzuleiten, hat der Staat die Vorstellung bekräftigt, dass die Rolle der Polizei darin besteht, zu töten.“

2024 veröffentlichte Netflix die vierteilige Mini-Serie Die Vier von Candelária, die fiktionalisierte Geschichten von vier Opfern und Überlebenden vor dem Massaker erzählt.

## Überlebende
Ein Sozialarbeiter, der später das Schicksal der obdachlosen Überlebenden des Massakers von Candelária verfolgte, fand heraus, dass schließlich 39 von ihnen entweder von der Polizei oder Kriminellen auf der Straße getötet wurden. Er erörterte dies im Zusammenhang mit einem Entführungsfall an der Buslinie 174 Jardim Botânico (dargestellt im Film Ônibus 174 von José Padilha), an der der Überlebende Sandro Barbosa do Nascimento beteiligt war. De Mello äußerte sich dazu wie folgt: „Keines der Kinder erreichte das 50. Lebensjahr. Ihre Leben waren immer von Gewalt geprägt.“ Sie vermutete, dass in den letzten Jahren bis zu 170.000 Straßenkinder in brasilianischen Städten ermordet wurden und die Täter in der Regel immer noch straffrei ausgehen.

## Trivia
Das Ereignis wurde auch 2013 in dem Song „The Candelaria Massacre“ der brasilianischen Death-Metal-Band Lacerated And Carbonized in ihrem Album The Core of Disruption erwähnt.